# Aedes taeniorhynchus
Aedes taeniorhynchus é um espécie de mosquito do Género Aedes, pertencente à família Culicidae. Presentes em Galápagos, ao conrários de outros mosquitos, que usualmente sugam o sangue de mamíferos e aves, essa espécie habitualmente suga o sangue de répteis.